# Nepalonesia fanzidei
Nepalonesia fanzidei är en tvåvingeart som beskrevs av Feng 2002. Nepalonesia fanzidei ingår i släktet Nepalonesia och familjen spyflugor. Inga underarter finns listade i Catalogue of Life.